# Ocotlán, Puebla
Ocotlán är en ort i Mexiko.   Den ligger i kommunen Coronango och delstaten Puebla, i den sydöstra delen av landet, 90 km öster om huvudstaden Mexico City. Ocotlán ligger 2 195 meter över havet och antalet invånare är 9 894.
Terrängen runt Ocotlán är en högslätt. Runt Ocotlán är det mycket tätbefolkat, med 1 573 invånare per kvadratkilometer. Närmaste större samhälle är Puebla de Zaragoza, 13,6 km sydost om Ocotlán. Omgivningarna runt Ocotlán är en mosaik av jordbruksmark och naturlig växtlighet.